# Fours à plâtre de Berzé-la-Ville
Les fours à plâtre de Berzé-la-Ville sont des fours situés à Berzé-la-Ville, dans le département de Saône-et-Loire, en France.

## Présentation
Ces fours datent probablement du XVIIIe siècle, ils font l’objet d’une inscription au titre des monuments historiques en 1994.  